# Rapoula do Côa
Rapoula do Côa es una freguesia portuguesa del concelho de Sabugal, con 7,87 km² de superficie y 249 habitantes (2001). Su densidad de población es de 31,6 hab/km².